# عين البيضة (ريف دمشق)
عين البيضة قرية سوريّة تتبع إداريّاً لمحافظة ريف دمشق منطقة مركز ريف دمشق ناحية الكسوة، بلغ تعداد سكانها 1,252 نسمة حسب التعداد السكاني لعام 2004.